# Эльбе, Лили
Лили Ильзе Эльвенес (дат. Lili Ilse Elvenes), более известная как Лили Эльбе (дат. Lili Elbe; 28 декабря 1882, Вайле, Дания — 13 сентября 1931, Дрезден, Германия) — датская трансгендерная женщина, фигурантка одного из первых достоверных случаев операции по хирургической коррекции пола. Изначально Эльбе, урождённая — Эйнар Магнус Андреас Вегенер (дат. Einar Mogens Andreas Wegener), была известной датской художницей-пейзажисткой. Позже она начала представляться как Лили и стала известна широкой публике в качестве сестры Эйнара. После хирургической коррекции пола официально изменила имя на Лили Ильзе Эльвенес, также после операций она прекратила заниматься живописью.

## Биография

### Ранние годы
Иногда в качестве года рождения Эльбе называется 1886 год — эти данные происходят из книги о ней, в которой ряд фактов изменён в целях защиты личной жизни лиц, которые в ней фигурируют. Фактология жизни Герды Вегенер указывает на то, что верен 1882 год, так как в 1904 году, будучи в училище, они вступили в брак. Есть большая вероятность, что Эльбе была интерсексом, хотя это и оспаривается некоторыми исследователями. В ряде исследований предполагается, что у неё были зачаточные яичники или возможно у неё был синдром Клайнфелтера.

### Женитьба и работа натурщицей

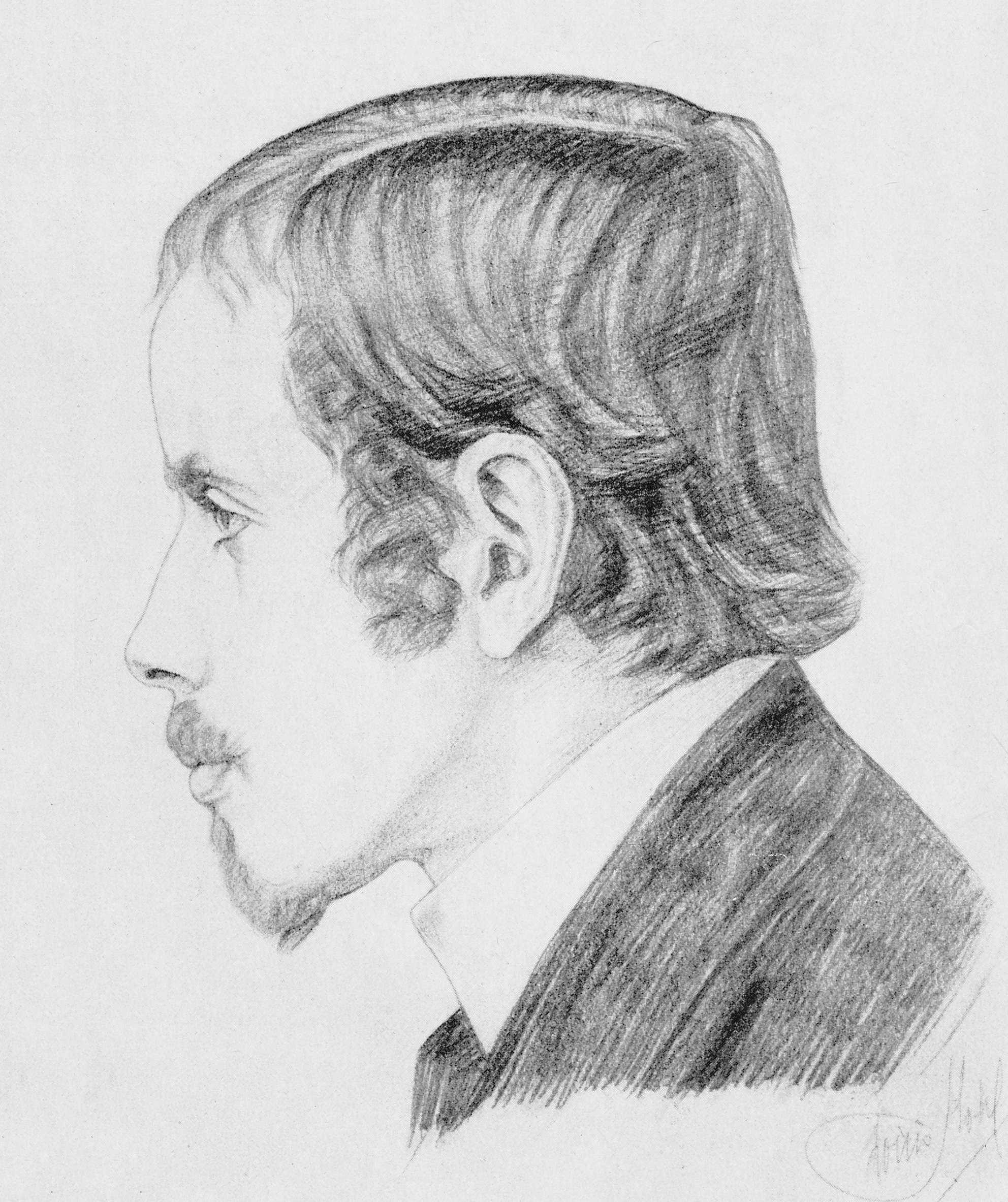
Вегенер около 1920-го года

Знакомство Лили Эльбе и Герды Готлиб произошло в Датской королевской академии изящных искусств в Копенгагене, и они вступили в брак в 1904 году, когда Эльбе было 22 года, а Готлиб — 18. Они были художницами. Специализацией Эльбе была пейзажная живопись, а Герда занималась иллюстрациями для книг и журналов мод. Они ездили в Италию и Францию, и в итоге в 1912 году осели в Париже, где у Эльбе появилась возможность жить жизнью женщины. В 1907 году Эльбе присудили премию Нейхаузена, её картины выставлялись сообществом датских художников, в художественном музее Вайле в Дании, а также в Париже.
Она начала носить женскую одежду, когда однажды на работу не явилась натурщица Герды Готлиб, и она попросила мужа (тогда Эльбе ещё представлялась своим старым именем и, вероятно, не осознавала себя как женщину) надеть чулки и туфли на каблуках, чтобы иметь возможность писать её ноги вместо ног отсутствующей модели. Эльбе почувствовала себя неожиданно комфортно в женской одежде. Со временем Готлиб прославилась своими рисунками красавиц с гипнотическими миндалевидными глазами, одетых в шикарные наряды. В 1913 году она шокировала публику признанием, что моделью, вдохновившей её на изображения этих роковых женщин, на самом деле был её супруг.
В 1920—1930 годах Эльбе регулярно представлялась женщиной, посещая разнообразные праздники и развлекая гостей их дома. Одним из любимых развлечений было пропадать в толпе зевак во время парижского карнавала, нося при этом свои экстравагантные наряды. Когда Эльбе была в женском обличье, Герда представляла её сестрой Эйнара, а правду знали лишь ближайшие друзья семьи.

### Операция и развод

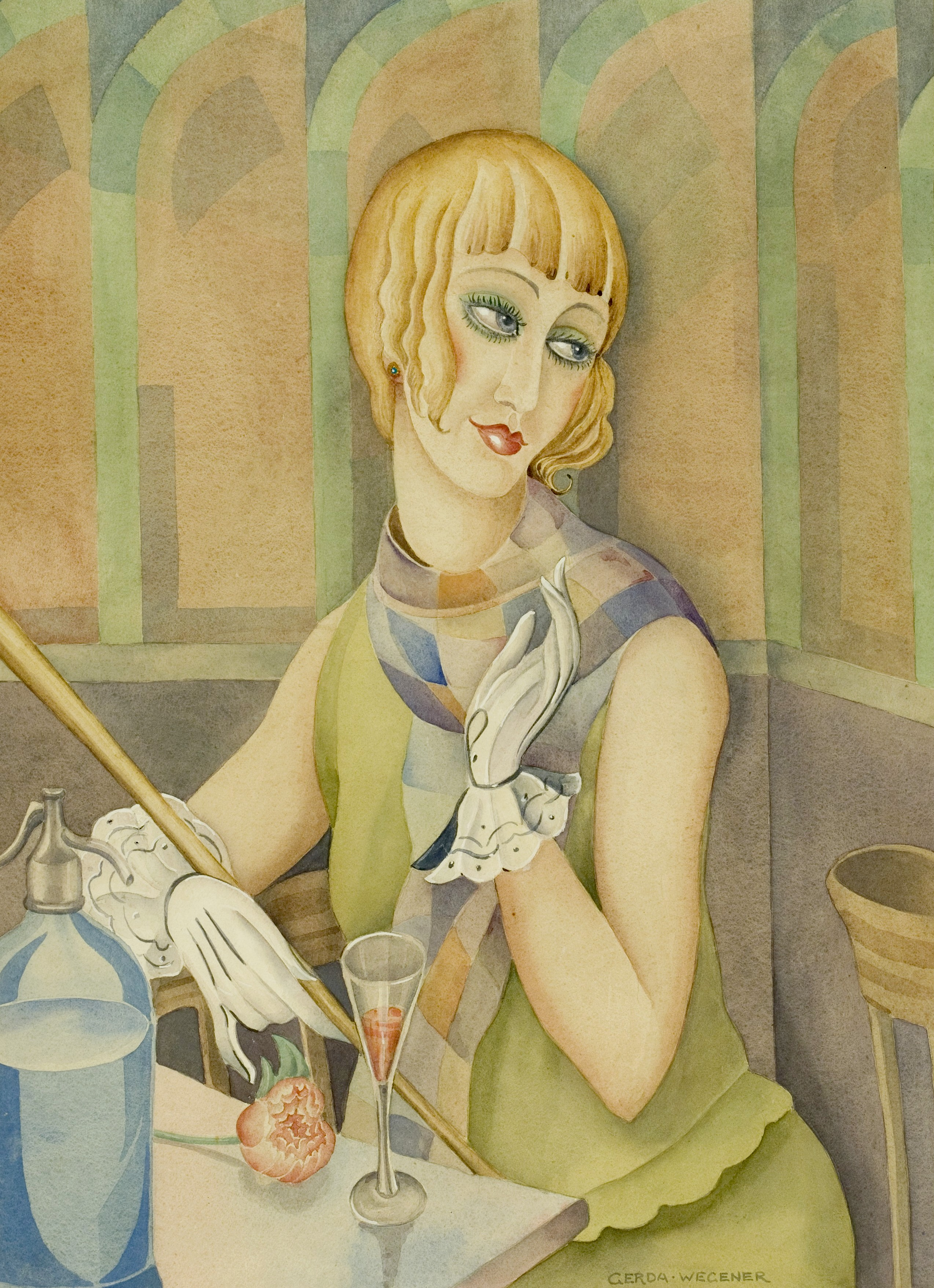
Лили Эльбе в изображении Герды Готлиб

В 1930 году Эльбе приехала в Веймар для операции по коррекции пола, которая в то время была экспериментальной. В течение двух лет она подверглась четырём операциям. Первая из них, удаление яичек, была совершена под наблюдением М. Хиршфельда в Берлине. Остальные операции были выполнены К. Варнекросом, доктором Дрезденской муниципальной женской лечебницы. В это время случай Эльбе стал сенсацией в датских и немецких газетах. В октябре 1930 года датский суд счёл брак Эйнара и Герды недействительным, Эльбе удалось легально сменить пол и имя и получить паспорт на имя Лили Ильзе Эльвенес. Она прекратила заниматься живописью, считая это частью своей прежней идентичности. После официального расторжения брака она вернулась в Дрезден для заключительной операции.

### Смерть
В надежде когда-нибудь выносить и родить ребёнка, Лили в сентябре 1931 года подверглась серии операций, целью которых было вживление матки. Эльбе умерла из-за отторжения организмом пересаженной матки (это была её пятая операция и одна из первых операций такого рода в мире) 13 сентября в возрасте 48 лет.
Переехав в Марокко, Герда узнала о смерти Лили и произнесла: «Лили, бедняжка моя». Офицер итальянской армии Фернандо Порта спустил все сбережения Герды. Прожив с ним несколько лет в Марракеше и Касабланке, она развелась с Портой в 1936 году и замуж больше не выходила. Детей у неё не было. Герда вернулась в Данию, стала злоупотреблять алкоголем и в 1940 году умерла в полной нищете.

## В популярной культуре
О случае Эльбе в 1933 году была написана книга «Man into Woman: The First Sex Change».
Посвящённый Эльбе роман 2000 года «Девушка из Дании» Д. Эберсхофа стал международным бестселлером и был переведён на многие языки. Фильм «Девушка из Дании» 2015 года был хорошо принят на Венецианском кинофестивале и получил премию «Оскар» за лучшую женскую роль второго плана. Главные роли исполнили Эдди Редмэйн (Эйнар/Лили) и Алисия Викандер (Герда).